# ビートロック
ビートロック（beat rock）はロック（音楽）に於ける、日本独特のジャンルである。
かなり固いセッティングのスネアドラムの音を強調したスタイルで、ギターはカッティングを多用したスタイルを用い、ボーカルパートはキャッチーなメロディーラインが特徴である。
また、類義語に「ビートパンク」があるが、音楽ライターの中込智子は「日本におけるビートロックは（福岡出身の）THE MODSやARBらに代表される"めんたいビート"を始祖とし、そこからBOØWYやUP-BEAT、初期のBUCK-TICKらに受け継がれた。BOØWYがこのスタイルを確立し、80年代前半から90年代前半までのバンドブーム期にこのジャンルを踏襲するバンドが多く出現した。一方、1980年代の日本のパンク／ハードコアシーンの中でポップ性を打ち出したLAUGHIN' NOSEや、当時の英国におけるポップ・パンクブームに影響を受けたTHE BLUE HEARTSやKENZI & THE TRIPS等、これら次世代パンク・バンドの総称として用いられたのが、ビートパンクだった」と記している。

## 主なバンドやアーティスト
ビートロックとして挙げられる主なバンド、アーティストには、
- BOØWY
- UP-BEAT
- BUCK-TICK
- ROGUE

等がいる。